# Aline Peltier
Pour les articles homonymes, voir Peltier.
Aline Peltier est une volcanologue française née en 1981 à Gironcourt-sur-Vraine. Auteur d'une thèse sur les déformations du Piton de la Fournaise en 2007, elle dirige l'observatoire volcanologique du Piton de la Fournaise depuis 2016.

## Distinctions
- Chevalière de l'Ordre national du mérite (2020)[3]
- Médaillée de la sécurité intérieure - Échelon bronze (2021)[4]
- Médaille d'honneur de l'engagement ultramarin, échelon bronze (2024)[5].